# Antique (álbum)
Antique (アンティーク) es el primer lanzamiento del MUCC que no es una Demotape.

## Lista de canciones
1. "Akai oto / 赤い音" - 0:17
2. "Aka / アカ" - Música y letra: Miya (ミヤ) - 5:47
3. "Orugooru / オルゴォル" - Música y letra: Miya (ミヤ) - 6:21
4. "Shigatsu no rengesou / ４月のレンゲ草" - Música: Miya (ミヤ), letra: Tatsurou (達瑯) - 4:47
5. "Kokonoka / 九日" - Música: Miya (ミヤ), letra: Miya (ミヤ) y Tatsurou (達瑯) - 6:04

## Datos delEP
- La gira de promoción del EP se llamó Misemono antique.
- Fue grabado en los "Bazooka Studio".
- Salió a la venta con una tirada limitada de 1000 unidades y a un precio de 1500 yenes (sin tasas), pero debido a que hace años que no está disponible, actualmente solo se puede comprar esporádicamente en tiendas de segunda mano de música japonesas a un precio muy superior (entre 17000 y 20000 yenes).
- El EP venía con un tornillo en el lateral de la caja, el grupo nunca ha explicado por qué.

## Músicos
- Voz: Tatsurou (達瑯)
- Guitarra: Miya (ミヤ)
- Bajo: YUKKE
- Batería: SATOchi (SATOち)

- Datos: Q5697387